# Alira
Vinurile Alira provin din Sud-Estul României, din podgorii în zonele Aliman și Rasova, Dobrogea. Crama este deținută de compania WineRo SRL și a fost înființată în anul 2006. Via se întinde pe o suprafață de 80 ha, iar crama este boutique winery (cramă de mici dimensiuni cu vinuri în ediție limitată).

## Denumire
Denumirea vinului Alira este un acronim format dintre cele cele două localități în apropierea cărora s-au plantat noile vii, Aliman și Rasova.

## Enolog
Marc Dworkin este un enolog de origine franceză specializat pe vinuri bordoleze. Dworkin este recunoscut ca vinificator de nivel mondial, vinificând în țări precum China, India, Georgia, Franța, Bulgaria și România.
Marc a început să lucreze alături de Dr Karl-Heinz Hauptmann (co-fondator al companiei ECM în Cehia și fost director al Merrill Lynch London) și Contele Stephan von Neipperg (proprietarul câtorva podgorii în Bordeaux, incluzând La Mondotte, Chateau Peyreau, Chateau Canon la Gaffeliere și Clos de l’Oratoire) la sfârșitul anului 1999. Marc a fost contactat de omul de afaceri Karl Hauptmann pentru noua sa investiție în podgoriile din Besa Valley, Bulgaria. Așa au apărut vinurile Enira. Ulterior, s-au extins în zona balcanică, orientându-se și către România.

## Investiție și producție
Investiția în achiziții de terenuri și plantări a fost de 8 mil. Euro. În septembrie 2010 a fost lansat primul vin produs de WineRo, ALIRA Merlot 2009. În prezent, WineRo produce anual aproximativ 400.000 litri de vin. Compania are în planurile de viitor construcția unei crame proprii, dar și a unei unități de cazare pentru turiști.

## Vinuri
Alira cultivă doar trei soiuri de vin: Merlot, Cabernet Sauvignon și Fetească Neagră.
Brandurile produse la Aliman sunt:
- Gama LAURI - LAURI Cuvee Rasova, LAURI Cuvee Aliman și LAURI Cuvee Rosa - branduri de retail.
- Alira Tribun – vinul vox populi, creat pentru a fi mai accesibil și ușor de băut pentru majoritatea iubitorilor de vin.
- Gama ALIRA cu vinurile: ALIRA Rose, ALIRA Merlot, ALIRA Cabernet Sauvignon, ALIRA Fetească Neagră, ALIRA Concordia, ALIRA Sauvignon Blanc și ALIRA Cuvee.
- Gama ALIRA Grand Vin (din colecția alegerea enologului) cu vinurile: ALIRA Grand Vin Fetească Neagră, ALIRA Grand Vin Merlot, ALIRA Grand Vin Cabernet Sauvignon și ALIRA Grand Vin Cuvee[6].
- Gama ALIRA Flamma - brand special creat pentru retail

## Climat și terroir
Regiunea viticolă Colinele Dobrogei face parte din Podișul Dobrogean, delimitat clar între Dunăre, Marea Neagră și frontiera cu Bulgaria.
Zona aleasă de Marc Dworkin pentru viitoarea podgorie Alira a fost, inițial, un mare lan de porumb. Decizia a fost influențată de poziția sud-estică a dealurilor, de performanța solului și de aprecierea terroir-ului făcută de către vinificator. 
Analizele solului au fost trimise la laboratoare din Franța, unde s-au și identificat clonele de vie care se potrivesc cel mai bine cu solul și pașii corecți pentru pregătirea terenului. 
- Particularități fizico-geografice: predominant relief de platou, alternează cu zone cu altitudine slab-moderată și de fragmentare, de înveliș loessic, nisipos și de bioclimatul net continental al stepei-silvostepei pontice. Vecinătatea Mării Negre și masele acvatice ale Dunării și a Bălților Dunării sunt elemente stragegice fizico-geografice.
- Ecoclimat: cantitate mare de radiație globală (89-91kcal/cm) și de resurse heliotermice (IH=2.37-2.45), în condițiile unor resurse hidrice dintre cele mai scăzute (CH=0.7–0.8).
- Regim de precipitații: scăzut, propice viței-de-vie (212 – 257 mm în perioada de vegetație)
- Particularități litologice: predomină depozitele de loess, întrerupte de aparițiile de calcarele cochilifere de natură sarmatică. Loessul prezintă o textură luto-nisipoasă iar pe versanți și pe solurile puternic erodate se întâlnesc rendzinele.

## Vinificare
Marc Dworkin și-a dorit o serie de vinuri care îmbină tehnologia modernă cu metodele tradiționale de vinificare. Ciorchinii sunt culeși manual și apoi boabele sunt atent selecționate. Astfel, mustul este obținut doar din struguri sănătoși. Urmează maturarea în baricuri de stejar. În această etapă, în funcție de tipul de vin și caracteristicile acestuia, enologul decide dacă folosește baricuri noi și perioada de timp pe care fiecare vin o petrece la maturat. După maturare, vinul revine în tancurile în care au fost vinificați strugurii pregătindu-se pentru îmbuteliere.